# Rhythm of Youth
Rhythm of Youth è il primo album in studio del gruppo musicale canadese Men Without Hats, pubblicato il 20 marzo 1982.

## Tracce

### Canada LP e UK CD
1. Ban the Game – 0:48
2. Living in China – 3:04
3. The Great Ones Remember – 4:41
4. I Got the Message – 4:44
5. Cocoricci (Le tango des voleurs) – 3:24
6. The Safety Dance – 2:44
7. Ideas for Walls – 2:59
8. Things in My Life – 4:56
9. I Like – 4:19
10. The Great Ones Remember (reprise) – 1:59

### Tracce bonus CD
1. Antarctica – 3:29
2. Modern(e) Dancing – 4:13
3. Utter Space – 2:45
4. Security (Everybody Feels Better With) – 4:01
5. The Safety Dance (extended dance mix) – 4:32

### US LP
1. Ban the Game – 0:48
2. The Safety Dance – 4:32
3. Antarctica – 3:29
4. The Great Ones Remember – 4:41
5. I Got the Message – 4:44
6. Ideas for Walls – 2:59
7. Things in My Life – 4:56
8. I Like – 4:19
9. Cocoricci (Le tango des voleurs) – 3:24
10. The Great Ones Remember (reprise) – 1:59

### US MC
1. Ban the Game – 0:48
2. The Safety Dance – 4:32
3. Antarctica – 3:29
4. The Great Ones Remember – 4:41
5. Ideas for Walls – 2:59
6. Living in China – 3:04
7. I Like – 4:19
8. I Got the Message – 4:44
9. Things in My Life – 4:56
10. Cocoricci (Le tango des voleurs) – 3:24
11. The Safety Dance (short version) – 2:44
12. The Great Ones Remember (reprise) – 1:59

### Canadian remastered CD
1. Ban the Game – 0:48
2. The Safety Dance – 4:32
3. Living in China – 3:04
4. The Great Ones Remember – 4:41
5. I Got the Message – 4:44
6. Ideas for Walls – 2:59
7. Things in My Life – 4:56
8. I Like – 4:59
9. Cocoricci (Le tango des voleurs) – 3:24
10. The Great Ones Remember (reprise) – 1:59
11. Antarctica – 3:29
12. Ban the Game (full version) – 3:49
13. I Got the Message (extended version) – 5:57
14. The Safety Dance (video version) – 2:44
15. The Safety Dance (club mix) – 5:50